# Chandelier (chanson)
Pour les articles homonymes, voir Chandelier (homonymie).
Singles de Sia
Elastic Heart
(2013) Big Girls Cry
(2014)
Chandelier (prononcé : [ʃændəˈlɪə]) est une chanson de l'auteure-compositrice-interprète australienne Sia, premier extrait de son sixième album studio 1000 Forms of Fear, sorti en 2014.
Co-écrite par Sia et Jesse Shatkin (en) et produite par Greg Kurstin et Shatkin, la chanson sort le 17 mars 2014. Il s'agit d'une chanson pop avec des influences RnB, dub et electronica avec des chants aux influences hard rock au refrain. La chanson parle d'une femme qui boit par désespoir et est en grande partie autobiographique.
Le clip de la musique est réalisé par Sia et Daniel Askill, et est chorégraphié par Ryan Heffington. On peut y voir une jeune danseuse américaine, Maddie Ziegler, dansant tout au long du clip.
La chanson rencontre un accueil positif par la critique musicale qui félicite les paroles et la voix de Sia. Elle interprète Chandelier dans le talk-show The Ellen DeGeneres Show le 19 mai 2014.
Cette chanson est le plus grand succès en solo de Sia et son vidéoclip cumule plus de 2 milliards de vues sur Vevo.

## Genèse
En mai 2014, Sia annonce son sixième album studio intitulé 1000 Forms of Fear. Chandelier sort comme premier single. La mélodie a été pensée quand Sia s'est mise à jouer au piano et son ami Jesse Shatkin au marimba.

La chanteuse a révélé qu'elle avait initialement écrit ce titre pour Rihanna ou Beyoncé, mais a finalement choisi de le garder pour elle. Elle raconte : 

« Jesse Shatkin a monté et produit la chanson, j'ai rajouté les paroles par-dessus et puis, d'habitude, je suis là : « Oh, ça collerait bien avec Rihanna, ça ferait un bon titre pour Beyoncé ou Katy ». Sauf que cette fois, j'ai changé d'avis et je lui ai dit : « Je crois bien que je viens de m'écrire une pépite pop par accident ! » »

## Clip
Le vidéoclip de Chandelier est diffusé le 6 mai 2014. Il montre Maddie Ziegler, une jeune danseuse connue pour sa présence dans le programme télévisé Dance Moms. Sia lui a personnellement demandé, via le réseau social Twitter, d’apparaître dans la vidéo. Cette dernière est réalisée par Sia et Daniel Askill, et chorégraphiée par Ryan Heffington. Ziegler a fait part de ses pensées à propos du pas de danse au New York Magazine :

« J'aime la danse dans son ensemble. C'était vraiment différent et étrange pour moi, parce que je ne suis généralement pas extravagante. C'était très amusant à faire et très original et ça m'a beaucoup apporté, parce que j'ai l’habitude en compétition de faire des pointes. Mais cette fois c'était que tu avais seulement besoin de lâcher prise et de le sentir. »

Dans la vidéo, Ziegler porte une perruque blonde rappelant la coiffure de Sia. Tout au long du clip, Ziegler danse dans un appartement abandonné « tournant, frappant avec le pied, bondissant, tombant, virevoltant et se cachant derrière les rideaux ». Nolan Feenay du Time Magazine a commenté que les mouvements de danse dans le vidéo clip pourraient être considérés comme le meilleur numéro de danse de l'année. La chorégraphie a un rapport très subtil avec les paroles de la chanson qui tournent autour du thème du suicide[réf. nécessaire] et de l'alcoolisme. 
Chandelier a reçu plusieurs nominations et a remporté le prix de la meilleure chorégraphie aux MTV Video Music Awards[Quand ?] ainsi que le prix de la chanson internationale de l'année à la 16e édition des NRJ Music Awards.

## Classements
| Classement (2014)                     | Meilleure position |
| ------------------------------------- | ------------------ |
| Autriche                              | 2                  |
| Australie - ARIA Singles Chart        | 2                  |
| Belgique - Ultratop 50 (Flandre}      | 8                  |
| Belgique - Ultratop 50 (Wallonie)     | 2                  |
| Canada - Canadian Hot 100             | 6                  |
| République tchèque                    | 25                 |
| République tchèque Digital            | 2                  |
| Danemark - Tracklisten                | 6                  |
| Allemagne - Billboard Hot 100         | 10                 |
| Écosse                                | 4                  |
| Espagne                               | 3                  |
| Finlande - Suomen virallinen lista    | 5                  |
| France - SNEP                         | 1                  |
| Hongrie                               | 27                 |
| Irlande - IRMA                        | 5                  |
| Israël - Media Forest                 | 1                  |
| Luxembourg - Luxembourg Digital Songs | 60                 |
| Norvège - VG-lista                    | 4                  |
| Nouvelle-Zélande - NZ Top 40 Singles  | 3                  |
| Pays-Bas - Mega Single Top 100        | 27                 |
| Pologne                               | 1                  |
| Royaume-Uni                           | 6                  |
| Slovaquie                             | 17                 |
| Slovaquie Digital                     | 4                  |
| Suède                                 | 5                  |
| Suisse - Schweizer Hitparade          | 2                  |
| Suisse (Romandie)                     | 1                  |
| États-Unis (Billboard Hot 100)        | 8                  |
| États-Unis (Adult Pop Songs)          | 35                 |
| États-Unis (Hot Dance Club Songs)     | 1                  |
| États-Unis (Mainstream Top 40)        | 13                 |

## Certifications
| Pays                     | Certification | Ventes certifiées |
| ------------------------ | ------------- | ----------------- |
| Allemagne (BVMI)         | Or            | 150 000           |
| Australie (ARIA)         | 4 × Platine   | 280 000           |
| Canada (Music Canada)    | Platine       | 80 000            |
| Danemark (IFPI Danemark) | 2 × Platine   | 120 000           |
| États-Unis (RIAA)        | 9 × Platine   | 9 000 000         |
| France (SNEP)            | Diamant       | 500 000           |
| Italie (FIMI)            | 3 × Platine   | 90 000            |
| Mexique (AMPROFON)       | Or            | 30 000            |
| Nouvelle-Zélande (RMNZ)  | 2 × Platine   | 30 000            |
| Royaume-Uni (BPI)        | Platine       | 600 000           |
| Suède (GLF)              | 3 × Platine   | 120 000           |
| Suisse (IFPI Suisse)     | Platine       | 30 000            |

## Reprises
En octobre 2014, Loïc Nottet dévoile son premier clip, une reprise de Chandelier, clip qui est d'ailleurs repéré par la chanteuse le 3 janvier 2015. Sia le partage alors sur son compte Twitter avec ses milliers de followers avec pour commentaire : « Ceci est une magnifique cover, vidéo et chorégraphie de Chandelier ».
Les reprises sont nombreuses, en particulier dans les diverses variantes nationales des émissions concours de chant comme The Voice (Jordan Smith), X-Factor, Nouvelle Star (Emji). La chanson est aussi utilisée dans Danse avec les stars.